# Leo Spauls
Leo Magnus Anders Spauls, född Spåls Leo Magnus Anders Spålséus 21 mars 1977 i Stockholm, Stockholms län, är en svensk dramatiker, skådespelare, regissör och musiker.

## Biografi
Spauls började sin karriär i teatergruppen Stockholms Blodbad tillsammans med barndomsvännerna Henrik Dorsin, Michael Lindgren och Erik Wernquist, ursprungligen på Sagateatern på Lidingö. Spauls lämnade gruppen, som sedermera blev humorgänget Grotesco, för att starta en egen teatergrupp, Dr. Benway på Teater Pero i Stockholm. Bland uppsättningarna märks Burroughs och Ludwig van. Spauls har även varit verksam på Dramaten.  I intervjuer med kulturjournalisten Eric Schüldt har Spauls pratat om psykisk sjukdom och ohälsa i programmet Den andra världen i Sveriges Radios P1, 2012. Spauls regisserade 2012 ett bidrag  i Lars von Triers konstinstallation GESAMT med en tolkning av Molly Bloom ur James Joyces Ulysses, i vilken Stig Ossian Ericson medverkade. 
2016 släppte Leo Spauls, i samarbete med Conny Wall, sitt debutalbum som sångare och kompositör: ”Allt det som är du"  vars tiltelspår utropades till alternativ pridelåt samma år och 2018 släppte Spauls albumet ”Heaven’s Deep Blue Sky” i samarbete med David Bowies tidigare pianist Mike Garson .

## Teater

### Roller (ej komplett)
| År   | Roll     | Produktion                 | Regi           | Teater             |
| ---- | -------- | -------------------------- | -------------- | ------------------ |
| 1998 | Djävulen | Djävulen Clive Barker      | Erik Wernquist | Stockholms blodbad |
| 2008 | Ensemble | Kristina August Strindberg | Jagoš Marković | Dramaten           |